# Хлорид рения(V)
Хлорид рения(V) — неорганическое соединение, соль металла рения и соляной кислоты с формулой ReCl5, 
коричнево-серые кристаллы, 
реагирует с водой, 
«дымит» во влажном воздухе.

## Получение
- Реакция рения с избытком хлора:

{\displaystyle {\mathsf {2Re+5Cl_{2}\ {\xrightarrow {400^{o}C}}\ 2ReCl_{5}}}}
- Обработка оксида рения(VII) тетрахлорметаном:

{\displaystyle {\mathsf {Re_{2}O_{7}+7CCl_{4}\ \xrightarrow {T} \ 2ReCl_{5}+7COCl_{2}+2Cl_{2}}}}

## Физические свойства
Хлорид рения(V) образует коричнево-серые кристаллы, которые состоят из димеров Re2Cl10.

## Химические свойства
- Разлагается при нагревании в инертной атмосфере:

{\displaystyle {\mathsf {ReCl_{5}\ {\xrightarrow {330^{o}C,N_{2}}}\ ReCl_{3}+Cl_{2}}}}
{\displaystyle {\mathsf {2ReCl_{5}\ {\xrightarrow {600^{o}C}}\ 2Re+5Cl_{2}}}}
- Гидролизуется горячей водой:

{\displaystyle {\mathsf {3ReCl_{5}+(2n+8)H_{2}O\ {\xrightarrow {90^{o}C}}\ HReO_{4}+2(ReO_{2}\cdot nH_{2}O)\downarrow +15HCl}}}
- В кислой среде реакция с водой идёт иначе:

{\displaystyle {\mathsf {3ReCl_{5}+4H_{2}O\ {\xrightarrow {HCl}}\ HReO_{4}+H_{2}[ReCl_{6}]+3HCl}}}
- Окисляет концентрированную соляную кислоту:

{\displaystyle {\mathsf {2ReCl_{5}+4HCl\ {\xrightarrow {}}\ 2H_{2}[ReCl_{6}]+Cl_{2}\uparrow }}}
- Реагирует с щелочами:

{\displaystyle {\mathsf {3ReCl_{5}+16NaOH\ {\xrightarrow {100^{o}C}}\ NaReO_{4}+2ReO_{2}\downarrow +15NaCl+8H_{2}O}}}
- Восстанавливается водородом:

{\displaystyle {\mathsf {2ReCl_{5}+H_{2}\ {\xrightarrow {70^{o}C}}\ 2ReCl_{4}+HCl}}}
{\displaystyle {\mathsf {2ReCl_{5}+5H_{2}\ {\xrightarrow {250-300^{o}C}}\ 2Re+10HCl}}}
- При нагревании окисляется кислородом воздуха со вспышкой:

{\displaystyle {\mathsf {ReCl_{4}+O_{2}\ {\xrightarrow {T}}\ ReOCl_{4},ReO_{3}Cl}}}